# Ив Мейфеър
Ив Мейфеър (на английски: Eve Mayfair) е артистичен псевдоним на бившата американска порнографска актриса.

## Филмография
- 2009 – Whitezilla Is Bigga Than a Nigga!!! 1
- 2006 – Decline of Western Civilization Part 69: The Porno Years
- 2006 – White Mans' Revenge
- 2005 – Black Bad Girls 21
- 2005 – Hood Hoppin' 4
- 2005 – Black Moon Risin'
- 2005 – Black Reign 8
- 2005 – Climaxxx TV
- 2005 – Fuck Me Harder White Boy 2
- 2005 – Spread 'Em Apart